# 褐黑笔螺
褐黑笔螺（学名：Nebularia luctuosa），是新腹足目笔螺科圆笔螺属的一种。主要分布于台湾，常栖息在潮间带岩礁。